# サブレット (映画)
『サブレット』（Sublet）は、2020年のイスラエル・アメリカ合衆国のコメディドラマ映画。監督はエイタン・フォックス、出演はジョン・ベンジャミン・ヒッキーとニヴ・ニッシムなど。ニューヨーク・タイムズ紙のゲイの中年トラベルライターがコラム執筆のために訪れたテルアビブで、彼にアパートをまた貸しした若い映画学生と交流する姿を描いている。
2020年11月8日にフィラデルフィア・ユダヤ映画祭で初上映された。米国ではグリニッジ・エンターテインメントの配給で2021年6月11日に限定上映された後、同年7月9日からネット配信された。
日本では2025年1月時点で劇場公開はされておらず、ソフト化も配信もされていないため、本記事のタイトル「サブレット」は日本語タイトルではなく、原題「Sublet」のカナ表記である。
原題の「sublet」は「また貸し」の意味である。

## ストーリー
ニューヨーク・タイムズ紙のゲイの中年トラベルライターであるマイケルが、コラム執筆のためにテルアビブを訪れた5日間を描いている。映画は全5章で構成され、1日ごとに1つの章となっている。
マイケルはテルアビブ滞在中、若い映画学生でゲイのトメルからアパートをまた借りすることになっていたが、トメルが日付を勘違いしていたために部屋は片付いていなかった。翌日、テルアビブ美術館を訪れていたマイケルは、体外受精クリニックからの電話で、夫デヴィッドがマイケルに相談なしに代理母出産の話を進めていることを知り、ショックを受ける。その日、荷物を取りに来たトメルが自転車を盗まれ、泊まる場所がないことを知ったマイケルは、トメルと同居することにする。その代わりにマイケルはトメルにテルアビブ市内を案内してもらうことになり、2人は次第に親しくなっていく。そしてトメルとの会話の中でマイケルはAIDS禍の時代の自身の経験や、子供を持つことへの深い思いを語る。
トメルと暮らす中で、マイケルはトメルの友人ダリアと知り合うなど彼の生活に触れる。そしてダリアのダンスパフォーマンスや、トメルの母親との出会いを通じて、マイケルは自身の人生や価値観を見つめ直す機会を得る。テルアビブでの最後の夜、トメルの母親との夕食で、マイケルは過去に代理母出産で子供を亡くした経験を打ち明ける。その夜、マイケルがトメルのタンスを整理し、そのやり方をトメルに教え始めると、2人は徐々に親密になっていき、最終的には性的な関係を持って一緒に眠りにつく。
翌日、トメルの励ましもあり、再び子供を持つことへの希望を感じるようになったマイケルは、帰りの飛行機の中でデヴィッドにボイスメッセージを残す。物語は盗まれた自転車を取り戻したトメルがテルアビブの街を自転車で駆け抜けるシーンで締めくくられる。

## キャスト
- マイケル: ジョン・ベンジャミン・ヒッキー - アメリカ人の生真面目なトラベルライター。
- トメル: ニヴ・ニッシム - マイケルにアパートをまた貸しした奔放な学生。
- ダリア: リヒ・コルノウスキ（英語版） - トメルの親友。女優・ダンサー。
- デヴィッド: ピーター・スピアーズ - マイケルの夫。
- マルカ: ミキ・カム（英語版） - トメルの母。
- コビ: タミール・ギンズバーグ（ヘブライ語版） - 出会系アプリのイケメン。
- ガイ: ガブリエル・ルーカス（ヘブライ語版） - トメルのセフレ。

## 製作
この映画の脚本はイタイ・シーガルとエイタン・フォックスが共同で執筆し、フォックスは後にこの映画の監督を務めることになる。シーガルはフォックスより20歳年下で、イディオト・アハロノス紙のジャーナリストである。このことが、マイケルをジャーナリストとして描くとの決断につながり、2人の脚本家にとってイスラエルと世界のゲイ文化における世代間の隔たりを理解する助けとなった。フォックスはマイケルのキャラクターを自分自身を投影した人物として描き、この映画を彼と若い世代のゲイのユダヤ系イスラエル人男性との対話として構想した。エルサレム・ポスト紙のインタビューで、フォックスは『サブレット』は「年上の男としての私と、私が守ろうとしている若い男についての映画」であると語っている。
フォックスは脚本執筆の初期段階からマイケル役の理想的な俳優としてジョン・ベンジャミン・ヒッキーを想定しており、最終的に彼がこの役にキャスティングされた。後にヒッキーは、中年のゲイで長期交際中のニューヨーカーという役柄に自分を重ね合わせ、マイケルの役柄と同じように撮影中にテルアビブを探索し、知るようになったと語っている。 マイケルの過去に起きた悲劇はフォックスの親友であるイスラエルのゲイカップルの実体験に基づいており、このカップルは代理出産の子供を出産中に亡くしている。 脚本の初期バージョンではマイケルの役柄のこの側面が映画の冒頭で明らかにされていたが、脚本家たちは最終的に映画の進行とともに悲劇をゆっくりと明らかにすることにした。
撮影は2018年の映画『Fig Tree』でイスラエル・アカデミー賞最優秀撮影賞を受賞したダニエル・ミラー、編集は『戦場でワルツを』（2008年）と『Savoy』（2022年）で同賞の最優秀編集賞を受賞したニリ・フェラー。音楽はトム・ダロム、アッサ・ラヴィヴ。

## 撮影
この映画はテルアビブのフロレンティンで撮影され、トメルのアパートはフロレンティンのアパート数軒と撮影用に作られたセットを組み合わせたものである。フロレンティンはフォックスの以前の作品で1970年代のイスラエルを題材にしたテレビシリーズ『フロレンティン』のタイトルにもなっている設定舞台である。トメルを演じるニヴ・ニッシムは以前この地区のアパート数軒に住んでいたことがあり、この地域に精通していた。

## 公開
2020年4月にトライベッカ映画祭で世界初公開される予定だったが、COVID-19のパンデミックのため映画祭は延期された。代わりに、2020年11月8日にフィラデルフィア・ユダヤ映画祭で初公開された。この初公開に先立ち、グリニッジ・エンターテインメントが米国配給権を取得した。また、2021年3月17日にはBFIフレア:ロンドンLGBT映画祭でも上映された。米国では2021年6月11日に限定上映され、後に2021年7月9日にネット配信された。

## 作品の評価
Rotten Tomatoesによれば、37件の評論のうち高評価は92%にあたる34件で、平均点は10点満点中7.3点、批評家の一致した見解は「思慮深く演技も優れた『サブレット』は、世代を越えて観る者の心に届くロマンスを優しく描いている。」となっている。Metacriticによれば、8件の評論のうち、高評価は7件、賛否混在は1件、低評価はなく、平均点は100点満点中67点となっている。
ナショナル・レビュー誌のアーモンド・ホワイトは監督の「プラトニックで政治的な洗練」を称賛したが、バラエティ誌のジェイ・ワイスバーグは、登場人物がストーリーを通じて大きな発展をしていないことが物語を妨げ、映画を「リスクがなく画一的」なものにしていると述べた。ニューヨーク・タイムズ紙のベアトリス・ロアイザは、この映画は魅力的で楽しい二重の人物研究を提示しているが、ベースとなっている陳腐な出会いを覆すことはできなかったとしている。ゲイ&レズビアン・レビュー誌のリチャード・シュナイダーは、マイケルとトメルの関係のゆっくりとした発展と、フォックスの初期の映画の1つである『ヨッシ&ジャガー』（2002年）のタイトルにもなっている主人公2人の関係との類似点を指摘している。
Shock Ya!のハーヴェイ・カーテンはB+を付けたが、ワシントン・ポスト紙のマイケル・オサリバンとRogerEbert.comのピーター・ソブチンスキーは4つ星中2.5を付けた